# Де Систи, Джанкарло
Джанкарло Де Систи (род. 13 марта 1943, Рим) — итальянский футболист и футбольный тренер. Выступал на позиции полузащитника.
В качестве игрока прежде всего известен по выступлениям за клубы «Фиорентина» и «Рома», а также национальную сборную Италии.
Чемпион Италии, двукратный обладатель кубка Италии, обладатель Кубка ярмарок, в составе сборной — чемпион Европы.

## Игровая карьера

### Клубная карьера
Воспитанник футбольной школы клуба «Рома». Взрослую футбольную карьеру начал в 1960 году в основной команде того же клуба, в котором провёл пять сезонов, приняв участие в 87 матчах чемпионата. За это время завоевал Кубок Италии, становился обладателем Кубка ярмарок.
Своей игрой за эту команду он привлёк внимание представителей тренерского штаба клуба «Фиорентина», в состав которого присоединился в 1965 году. Сыграл за «фиалок» следующие девять сезонов своей игровой карьеры. Большую часть времени, проведённого в составе «Фиорентины», был основным игроком команды. За это время добавил к списку своих трофеев титул чемпиона Италии, снова становился обладателем Кубка Италии.
В 1974 году вернулся в «Рому», за которую отыграл 5 сезонов. Играя в составе «Ромы», также в основном выходил на поле в основном составе команды. Завершил профессиональную карьеру футболиста выступлениями за «Рому» в 1979 году.

### Выступления за сборные
Привлекался в состав молодёжной сборной Италии. На молодёжном уровне сыграл в 3 официальных матчах, забил 1 гол. Впоследствии защищал цвета второй сборной Италии. В составе этой команды также провёл 3 матча.
В 1967 году дебютировал в официальных матчах в составе сборной Италии. В течение карьеры в национальной команде, которая длилась 6 лет, провёл в форме главной команды страны 29 матчей, забив 4 гола. В составе сборной участвовал в домашнем чемпионате Европы 1968 года, где итальянцы завоевали титул континентальных чемпионов, и в чемпионате мира 1970 года в Мексике, где вместе с командой завоевал серебро.

## Стиль игры
Де Систи — техничный полузащитник, характеризовался простотой в игре, предпочитая короткие проходы и точные пасы. Карло Кьеза называл его «директором полузащиты». Он редко терял спокойствие и хладнокровие, наряду с отличным видением поля и врождённой интуицией, он также владел мастерством дальних передач. Таким образом, он всегда был в состоянии выбирать оптимальное решение для команды и делал очень мало ошибок.

## Карьера тренера
Начал тренерскую карьеру вскоре после завершения карьеры игрока, в 1981 году, возглавив тренерский штаб клуба «Фиорентина».
В дальнейшем возглавлял команду «Удинезе», в 1991 году готовил сборную итальянской армии.
Последним местом тренерской работы Де Систи был клуб «Асколи», который он возглавлял в качестве главного тренера до 1992 года.

## После окончания карьеры
В 1984 году он сыграл в фильме «Футбольный тренер» (итал. L'allenatore nel pallone) роль самого себя. Его часто приглашают в качестве спортивного комментатора на телевидение и радио, также с 1988 года он является членом Ордена журналистов. С 2009 года он является представителем Итальянской федерации футбола, в том числе послом по делам молодёжи.